# Avast Secure Browser
Avast Secure Browser (antes llamado Avast! SafeZone) es un navegador web de Avast Software incluido para instalar opcionalmente en el instalador del Antivirus Avast desde 2016, pero también está disponible en su sitio web. Está basado en el proyecto de código abierto Chromium. Está disponible para Microsoft Windows, macOS, IOS y Android.
Avast Online Security es una extensión para los navegadores Google Chrome, Microsoft Edge, Mozilla Firefox y Opera que cuenta con algunas características similares a Avast Secure Browser.

## Historia
Inicialmente, Avast Secure Browser se incluía con versiones de pago de Avast Antivirus. En marzo de 2016, Avast también comenzó a empaquetarlo con la versión gratuita. Avast Secure Browser se llamó originalmente "SafeZone" antes de ser renovado y rebautizado como "Avast Secure Browser" a principios de 2018.
Antes de la renovación y el cambio de nombre, el diseño de SafeZone era similar al del navegador Opera. SafeZone se activaba automáticamente cuando el usuario visitaba sitios financieros o de compras para realizar transacciones en línea.
En diciembre de 2015, Tavis Ormandy identificó una vulnerabilidad de seguridad que podría permitir a los piratas informáticos insertar código JavaScript malicioso en los navegadores de los usuarios del navegador Avast SafeZone. Avast implementó rápidamente una solución temporal y reparó la vulnerabilidad unos días después.

## Características
- Seguridad contra todo tipo de malware y las descargas automáticas no autorizadas, además analiza las extensiones que se pueden descargar mediante Chrome Web Store.
- Protección para navegar y comprar de forma segura en las transacciones en línea.
- VPN integrada para cambiar de ubicación (país) de forma virtual.
- Bloqueo automático de publicidad y cookies no seguras o maliciosas, además analiza las URLs antes de entrar a la página web y las clasifica por colores.
- Marcador de reputación de un sitio web con filtros de bloqueo para sitios de baja reputación.
- Ofrece distintos tipos de conexión de DNS y varios tipos de motores de búsqueda distintos, además obliga a los sitios web a usar una conexión HTTPS cuando sea posible.
- Protección contra suplantaciones de identidad y sitios web.
- Protección contra el rastreo para evitar que algunas empresas o piratas informáticos creen un perfil del usuario con sus datos en Internet.
- Administrador de contraseñas seguras.
- Descargador de imágenes y videos desde los sitios web, encriptado automático opcional y lector QR integrado.
- Ofrece la capacidad de crear más modos de navegación aparte del modo seguro y el modo seguro y privado con distintas opciones.
- Opciones para bloquear el acceso al navegador con contraseña, patrón, huella dactilar y reconocimiento facial con la capacidad de bloquear capturas de pantalla del historial de navegación o dentro del navegador.